# West Indies Cricket Team in Pakistan in der Saison 2006/07
Die Tour des West Indies Cricket Teams nach Pakistan in der Saison 2006/07 fand vom 11. November 2006 bis zum 16. Dezember 2007 statt. Die internationale Cricket-Tour war Bestandteil der Internationalen Cricket-Saison 2006/07 und umfasste zwei Tests und fünf ODIs. Pakistan gewann die Test-Serie mit 2–0 und die ODI-Serie mit 3–1.

## Vorgeschichte
Beide Teams spielten zuvor in der ICC Champions Trophy 2006, den die West Indies gewannen und Pakistan in der Vorrunde ausschied.
Das letzte Aufeinandertreffen der beiden Mannschaften bei einer Tour fand in der Saison 2005 in den West Indies statt. Es war die erste Tour der West Indies in Pakistan seit neun Jahren. 
Einige Spieler der West Indies waren ursprünglich für ein von Allen Stanford gesponserten Spiel gegen Südafrika vorgesehen, jedoch weigerte sich der pakistanische Verband bei der Ansetzung der Tour Rücksicht zu nehmen.

## Stadien
Die folgenden Stadien wurden für die Tour als Austragungsort vorgesehen und am 26. August 2006 bekanntgegeben.
| Stadion                    | Stadt      | Kapazität | Spiele          |
| -------------------------- | ---------- | --------- | --------------- |
| Iqbal Stadium              | Faisalabad | 18.000    | 2. ODI          |
| National Stadium           | Karachi    | 34.228    | 3. Test; 5. ODI |
| Gaddafi Stadium            | Lahore     | 60.000    | 1. Test; 3. ODI |
| Multan Cricket Stadium     | Multan     | 30.000    | 2. Test; 4. ODI |
| Rawalpindi Cricket Stadium | Rawalpindi | 25.000    | 1. ODI          |

## Kaderlisten
Die West Indies benannten ihren Test-Kader am 3. Oktober und ihren ODI-Kader am 24. November 2006. 
Pakistan benannte seinen Test-Kader am 6. November und seinen ODI-Kader am 1. Dezember 2006.
| Test | Test | ODI | ODI |
| Pakistan | West Indies | Pakistan | West Indies |
| --- | --- | --- | --- |
| - Inzamam-ul-Haq (K) - Abdul Razzak - Danish Kaneria - Imran Farhat - Kamran Akmal (wk) - Mohammad Hafeez - Mohammad Yousef - Shahid Nazir - Shoaib Malik - Umar Gul - Younis Khan | - Brian Lara (K) - Dwayne Bravo - Shivnarine Chanderpaul - Corey Collymore - Fidel Edwards - Daren Ganga - Chris Gayle - Dave Mohammed - Runako Morton - Daren Powell - Denesh Ramdin (wk) - Ramnaresh Sarwan - Jerome Taylor | - Inzamam-ul-Haq (K) - Abdul Razzak - Abdul Rehman - Faisal Iqbal - Iftikhar Anjum - Imran Farhat - Kamran Akmal (wk) - Mohammad Hafeez - Mohammad Sami - Mohammad Yousef - Naved-ul-Hasan - Shahid Afridi - Shoaib Malik - Umar Gul - Yasir Hameed - Younis Khan | - Brian Lara (K) - Ian Bradshaw - Shivnarine Chanderpaul - Corey Collymore - Daren Ganga - Chris Gayle - Dave Mohammed - Runako Morton - Daren Powell - Denesh Ramdin (wk) - Marlon Samuels - Lendl Simmons - Dwayne Smith - Jerome Taylor |

## Tour Match
| 8. – 9. November Scorecard | Lahore | PCB Patron's XI 305-4d (77) | – | West Indians 279-5 (68.3) |
|                            |        | Remis                       |   |                           |

## Tests

### Erster Test in Lahore
| 11. – 14. November Scorecard | Lahore | West Indies 206 (56.1) & 291 (94) | – | Pakistan 485 (146) & 13-1 (5.1) |
|                              |        | Pakistan gewinnt mit 9 Wickets    |   |                                 |

### Zweiter Test in Multan
| 19. – 23. November Scorecard | Multan | Pakistan 357 (124) & 461-7 (147.4) | – | West Indies 591 (167.4) |
|                              |        | Remis                              |   |                         |

### Dritter Test in Karachi
| 27. November – 30. November Scorecard | Karachi | Pakistan 304 (100.5) & 399 (123.5) | – | West Indies 260 (96) & 244 (76) |
|                                       |         | Pakistan gewinn mit 199 Runs       |   |                                 |

## One-Day Internationals

### Erstes ODI in Rawalpindi
| 5. Dezember Scorecard | Rawalpindi | Pakistan       | – | West Indies |
|                       |            | Spiel abgesagt |   |             |

### Zweites ODI in Faisalabad
| 7. Dezember Scorecard | Faisalabad | West Indies 151 (49.5)         | – | Pakistan 154-8 (48.2) |
|                       |            | Pakistan gewinnt mit 2 Wickets |   |                       |

### Drittes ODI in Lahore
| 10. Dezember Scorecard | Lahore | West Indies 207-7 (46.3)       | – | Pakistan 192-3 (33.4) |
|                        |        | Pakistan gewinnt mit 7 Wickets |   |                       |

### Viertes ODI in Multan
| 13. Dezember Scorecard | Multan | Pakistan 209 (49.5)               | – | West Indies 212-3 (43.5) |
|                        |        | West Indies gewinnt mit 7 Wickets |   |                          |

### Fünftes ODI in Karachi
| 16. Dezember Scorecard | Karachi | West Indies 238-7 (50)         | – | Pakistan 239-3 (46.5) |
|                        |         | Pakistan gewinnt mit 7 Wickets |   |                       |

## Statistiken
Die folgenden Cricketstatistiken wurden bei dieser Tour erzielt.
| Tests                  | Tests       | Tests   | Tests   | Tests   | Tests   | Tests   | Tests   | Tests   |
| Batting                | Batting     | Batting | Batting | Batting | Batting | Batting | Batting | Batting |
| Spieler                | Mannschaft  | Spiele  | Innings | Runs    | Average | HS      | 100s    | 50s     |
| ---------------------- | ----------- | ------- | ------- | ------- | ------- | ------- | ------- | ------- |
| Mohammad Yousuf        | Pakistan    | 3       | 5       | 665     | 133,00  | 192     | 4       | 1       |
| Brian Lara             | West Indies | 3       | 5       | 448     | 89,60   | 216     | 2       | 1       |
| Imran Farhat           | Pakistan    | 3       | 6       | 234     | 46,80   | 76      | 0       | 2       |
| Mohammad Hafeez        | Pakistan    | 3       | 6       | 234     | 39,00   | 104     | 1       | 1       |
| Shivnarine Chanderpaul | West Indies | 3       | 5       | 205     | 41,00   | 81      | 0       | 2       |
| Bowling                |             |         |         |         |         |         |         |         |
| Spieler                | Mannschaft  | Spiele  | Overs   | Wickets | Average | BBI     | 5W      | 10W     |
| Umar Gul               | Pakistan    | 3       | 125.1   | 16      | 26,75   | 5/65    | 1       | 0       |
| Danish Kaneria         | Pakistan    | 3       | 154     | 14      | 32,00   | 5/181   | 1       | 0       |
| Jerome Taylor          | West Indies | 3       | 130     | 13      | 32,07   | 5/91    | 1       | 0       |
| Shahid Nazir           | Pakistan    | 3       | 98      | 11      | 28,63   | 3/42    | 0       | 0       |
| Corey Collymore        | West Indies | 3       | 130     | 7       | 43,85   | 3/57    | 0       | 0       |

| ODIs                   | ODIs        | ODIs    | ODIs    | ODIs    | ODIs    | ODIs    | ODIs    | ODIs    |
| Batting                | Batting     | Batting | Batting | Batting | Batting | Batting | Batting | Batting |
| Spieler                | Mannschaft  | Spiele  | Innings | Runs    | Average | HS      | 100s    | 50s     |
| ---------------------- | ----------- | ------- | ------- | ------- | ------- | ------- | ------- | ------- |
| Marlon Samuels         | West Indies | 4       | 4       | 172     | 57,33   | 100*    | 1       | 0       |
| Shivnarine Chanderpaul | West Indies | 2       | 2       | 161     | 80,50   | 101     | 1       | 1       |
| Mohammad Hafeez        | Pakistan    | 4       | 4       | 124     | 31,00   | 92      | 0       | 1       |
| Yasir Hameed           | Pakistan    | 2       | 2       | 112     | 56,00   | 71      | 0       | 1       |
| Kamran Akmal           | Pakistan    | 4       | 4       | 112     | 28,00   | 56      | 0       | 0       |
| Bowling                |             |         |         |         |         |         |         |         |
| Spieler                | Mannschaft  | Spiele  | Overs   | Wickets | Average | BBI     | 5W      | 10W     |
| Naved-ul-Hasan         | Pakistan    | 4       | 34.3    | 11      | 11,81   | 4/43    | 0       | 0       |
| Abdur Rehman           | Pakistan    | 3       | 30      | 6       | 15,33   | 2/20    | 0       | 0       |
| Corey Collymore        | West Indies | 3       | 27      | 5       | 17,20   | 3/19    | 0       | 0       |
| Jerome Taylor          | West Indies | 2       | 16.2    | 3       | 22,33   | 3/39    | 0       | 0       |
| Daren Powell           | West Indies | 2       | 20      | 3       | 27,66   | 3/33    | 0       | 0       |
| Chris Gayle            | West Indies | 4       | 22      | 3       | 33,00   | 2/32    | 0       | 0       |
| Umar Gul               | Pakistan    | 3       | 27.5    | 3       | 37,66   | 2/19    | 0       | 0       |

## Player of the Series
Als Player of the Series wurden die folgenden Spieler ausgezeichnet.
| Serie | Player of the Series |
| ----- | -------------------- |
| Test  | Mohammad Yousuf      |
| ODI   | Naved-ul-Hasan       |

### Player of the Match
Als Player of the Match wurden die folgenden Spieler ausgezeichnet.
| Spiel   | Player of the Match |
| ------- | ------------------- |
| 1. Test | Umar Gul            |
| 2. Test | Mohammad Yousuf     |
| 3. Test | Mohammad Yousuf     |
| 2. ODI  | Inzamam-ul-Haq      |
| 3. ODI  | Naved-ul-Hasan      |
| 4. ODI  | Marlon Samuels      |
| 5. ODI  | Naved-ul-Hasan      |